# Manuel Pinto Queiroz Ruiz
Pour les articles homonymes, voir Lozano.
Ne doit pas être confondu avec Manuel Lozano, Manuel Lozano Garrido ou Manuel Lozano Guillén.
Manuel Pinto Queiroz Ruiz, plus connu sous le nom de Manuel Lozano, né le 14 avril 1916 à Jerez de la Frontera (Espagne) et mort le 23 février 2000 à Sarcelles, est un soldat républicain espagnol, anarchiste et héros de la Libération de Paris durant l'épisode de la Nueve le 24 août 1944.

## Biographie

### Jeunesse
Manuel Lozano est né le 14 avril 1916 dans la ville andalouse de Jerez de la Frontera. Fils d'un barbier anarchiste, et orphelin de mère à l'âge de 5 ans, il commence à travailler très jeune dans les vignobles de Xérès, puis dans une distillerie de sa ville natale.
En 1932, il adhère à la CNT et aux Jeunesses Libertaires.

### Guerre d'Espagne
En 1936, dès le début de la Guerre d'Espagne, la ville de Jerez tombe rapidement aux mains des troupes franquistes fascistes. Son père, avant d'être fusillé, lui demande de quitter rapidement la ville. Ses dernières paroles furent : « A mí me van a fusilar pero a mi hijo no lo cogerán nunca » (« Ils vont me fusiller, mais ils n'attraperont jamais mon fils »).
Manuel entre dans l'Armée de la République et combat dans les différents fronts (Málaga, Grenade, Marbella, Almería, Murcie et Alicante), jusqu'à la chute de la République en 1939.
En mars 1939, il embarque sur le bateau de pêche La joven María jusqu'à Oran, afin de s'exiler en Algérie, mais il est arrêté par la police française et interné en camp de concentration. Durant son internement en travaux forcés, il continue la résistance, et tue un général nazi sans être découvert.
Il sera interné dans d'autres camps, puis à Colomb-Béchar.
En 1942, il est libéré par le débarquement des alliés en Afrique du Nord, et entre dans les Corps francs d'Afrique pour combattre les nazis dans la guerre de Tunisie.
Après la victoire de Rommel en Tunisie, il entre dans les forces de la France Libre auprès du Général Leclerc dans la 9e compagnie du régiment de marche du Tchad, La Nueve.
Il part à Skira et entre dans la 2e division blindée, puis en mars 1944, embarque pour l'Angleterre depuis Mers el–Kébir (Algérie), sur le vaisseau Franconia.

### Libération de Paris
Il participe au Débarquement depuis l'Angleterre, et combat les nazis en Normandie, jusqu'à Paris. Là, le 24 août 1944, a lieu le fameux épisode de la Nueve, dirigée par le capitaine Raymond Dronne et Amado Granell, qui sera la première force alliée à entrer dans la capitale occupée par les nazis. La colonne entre dans Paris par la Porte d'Italie, et libère l'Hôtel de Ville.
À la Libération de Paris, il participe aux côtés du Général de Gaulle et du Général Leclerc au défilé sur les Champs-Élysées.
Il continue la lutte contre les nazis en Alsace, à Berchtesgaden jusqu'au nid d'aigle de Hitler où s'achève la guerre.

### Après-Guerre
Comme beaucoup d'autres combattants républicains, il espérait poursuivre la guerre aux côtés des alliés pour libérer l'Espagne. La Nueve, comme d'autres compagnies, avait le matériel, des camions de munitions et d'armes, et les plans pour aller jusqu'à Barcelone. Mais la guerre finie, l'Espagne reste aux mains de Franco. Il est donc démobilisé à la fin du mois d'août 1945 et ne revient plus jamais en Espagne.

### Figure parisienne
Il choisit de rester à Paris, devient l'un des acteurs du 33, rue des Vignoles dans le 20e arrondissement, siège parisien de la CNT. 
Il passe le reste de sa vie dans le 19e arrondissement, où il devient une figure locale appréciée au sein, notamment, du milieu associatif. Il est enterré dans le cimetière parisien de Pantin au sein d'une concession de la Ville de Paris.

## Distinctions
- Croix de guerre 1939–1945

## Hommages et postérité

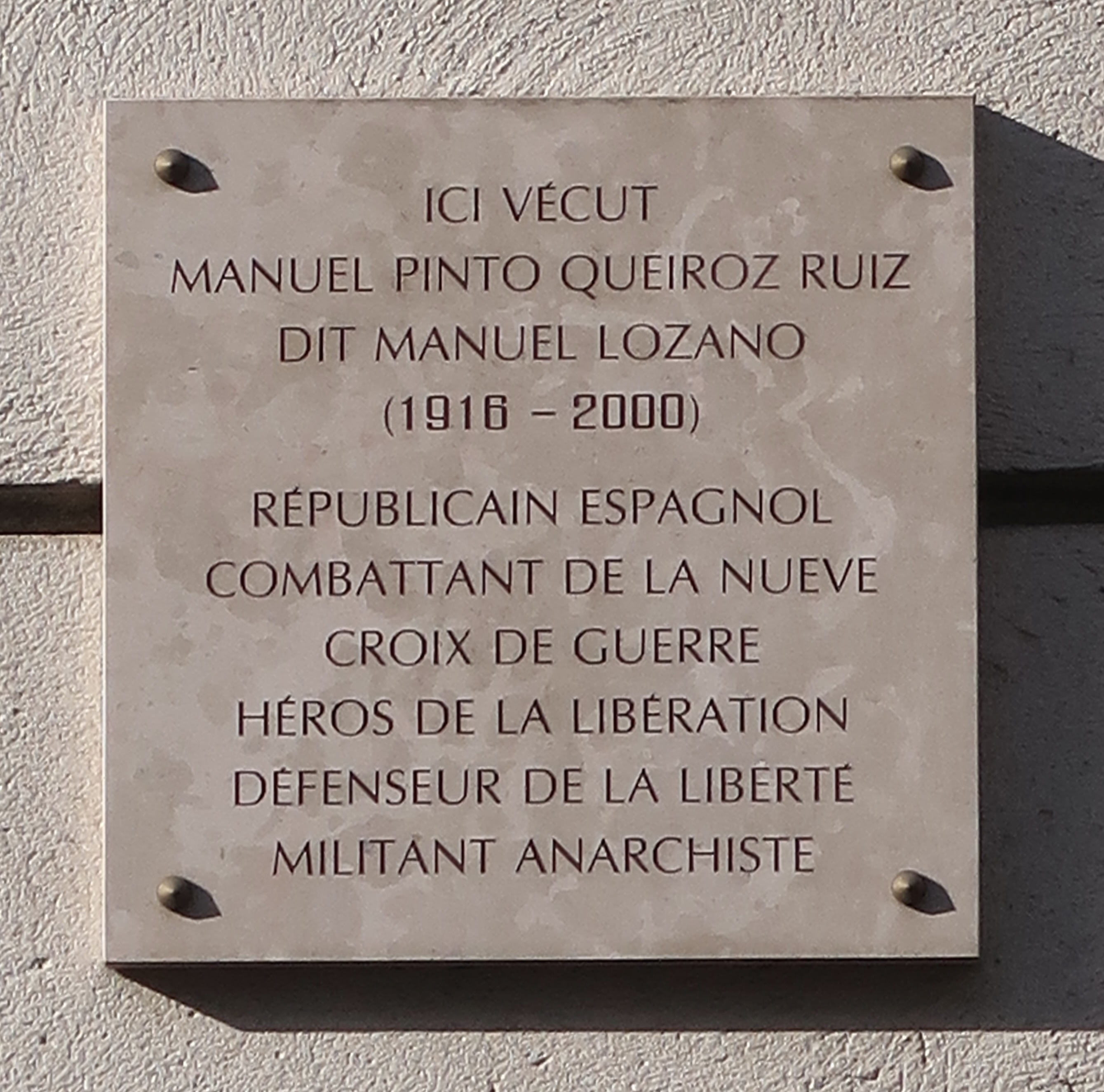
Le 43, rue des Bois, à Paris.

Il reçoit la croix de guerre de la part du gouvernement français.
Lors de la séance du 23 novembre 2015, le Conseil de Paris vote pour un hommage officiel à Manuel Lozano.
Le 14 avril 2016, anniversaire de sa naissance et anniversaire du 80e anniversaire de la République, la Ville de Paris dévoile officiellement la plaque commémorative en sa mémoire, devant le 43, rue des Bois (19e arrondissement), où il résidait.
Le texte de la plaque est : « Ici vécut Manuel Pinto Queiroz Ruiz dit Manuel Lozano (1916-2000) républicain espagnol, combattant de la Nueve, Croix de guerre, héros de la Libération, défenseur de la liberté, militant anarchiste ».
Le 33, rue des Vignoles, passage parisien protégé, garde également sa mémoire.
Chaque année, les cérémonies du 24 août rendent hommage à Manuel Lozano et ses camarades de la Nueve, lors du parcours de la Voie de la Libération jusqu'au jardin des Combattants-de-la-Nueve, à l'Hôtel de Ville.